# Robert H. McNaught
Robert H. Mcnaught je škotsko-avstralski astronom *  1956 Škotska.

## Delo
Je zelo uspešen odkritelj asteroidov. Sodeloval je tudi v programu Siding Spring Survey (program iskanja blizuzemeljskih teles). Je soodkritelj periodočnega kometa 130P/McNaught-Hughes.  7. avgusta 2006 je odkril komet  C/2006 P1, ki je v letu 2007 postal najsvetlejši komet zadnjih  nekaj desetletij in ga zaradi tega imenujemo tudi Veliki komet iz leta 2007.. 
Kometov, ki nosijo njegovo ime, je več. Poznamo 22 "Kometov McNaught".  To so:
- C/1987 U3 (znan tudi kot 1987 XXXII, 1987b1)
- C/2005 E2
- C/2005 L2
- C/2005 L3
- C/2005 S4
- C/2006 B1
- C/2006 E1
- C/2006 K1
- C/2006 K3
- C/2006 L2
- C/2006 P1 (Veliki komet iz leta 2007)
- C/2006 Q1
- C/2007 K6
- C/2007 M1
- C/2007 P1
- C/2007 T1
- C/2007 Y2
- C/2008 A1
- C/2008 J4
- C/2009 F2
- C/2009 F4
- C/2009 F5
- C/2009 K5

McNaught je odkril tudi 14 kratkoperiodičnih  kometov: 
- Komet McNaught 1 (220P/McNaught)
- Komet McNaught 2 (P/2004 R1)
- Komet McNaught 3 (P/2005 J1)
- Komet McNaught 4 (P/2005 K3)
- Komet McNaught 5 (P/2005 L1)
- Komet McNaught 6 (P/2005 Y2)
- Komet McNaught 7 (P/2006 G1)
- Komet McNaught 8 (P/2006 H1)
- Komet McNaught 9 (P/2006 K2)
- Komet McNaught 10 (P/2007 H1)
- Komet McNaught 11 (191P/McNaught)
- Komet McNaught 12 (P/2008 J3)
- Komet McNaught 13 (P/2008 O2)
- Komet McNaught 14 (P/2008 Y3)

Bil je tudi soodkritelj naslednjih kometov:
- Komet Catalina-McNaught (ali P/2008 S1, 2008 JK)
- Komet McNaught-Hartley (ali P/1994 N2, 1994 XXXI, 1994n)
- Komet McNaught-Hartley (ali C/1999 T1)
- Kometov McNaught-Hughes:
  - C/1990 M1 (ali 1991 III, 1990g)
  - Komet McNaught-Hughes (ali 1991 IX, 1991y)
- Kometov McNaught-Russell:
  - C/1991 C3 (znan tudi kot 1990 XIX, 1991g)
  - C/1991 Q1 (znan tudi kot 1992 XI, 1991v)
  - C/1991 R1 (znan tudi kot 1990 XXII, 1991w)
  - C/1993 Y1 (znan tudi kot 1994 XI, 1993v)
  - P/1994 X1 (znan tudi kot 1994 XXIV, 1994u)
- Komet McNaught-Tritton (ali C/1978 G2, 1978 XXVII)
- Komet McNaught-Watson (ali C/1999 S2)

Njemu v čast so poimenovali asteroid 3173 McNaught.